# (5568) Mufson
(5568) Mufson est un astéroïde de la ceinture principale.

## Description
(5568) Mufson est un astéroïde de la ceinture principale. Il fut découvert le 14 octobre 1953 à Brooklyn par l'Indiana Asteroid Program. Il présente une orbite caractérisée par un demi-grand axe de 2,26 UA, une excentricité de 0,16 et une inclinaison de 3,7° par rapport à l'écliptique.

## Compléments